# Вільсдруфф
Вільсдруфф (нім. Wilsdruff) — місто в Німеччині, розташоване в землі Саксонія. Входить до складу району Саксонська Швейцарія — Східні Рудні Гори.
Площа — 81,69 км2. Населення становить 14 444 ос. (станом на 31 грудня 2020).